# St-Martin (Pfaffenheim)

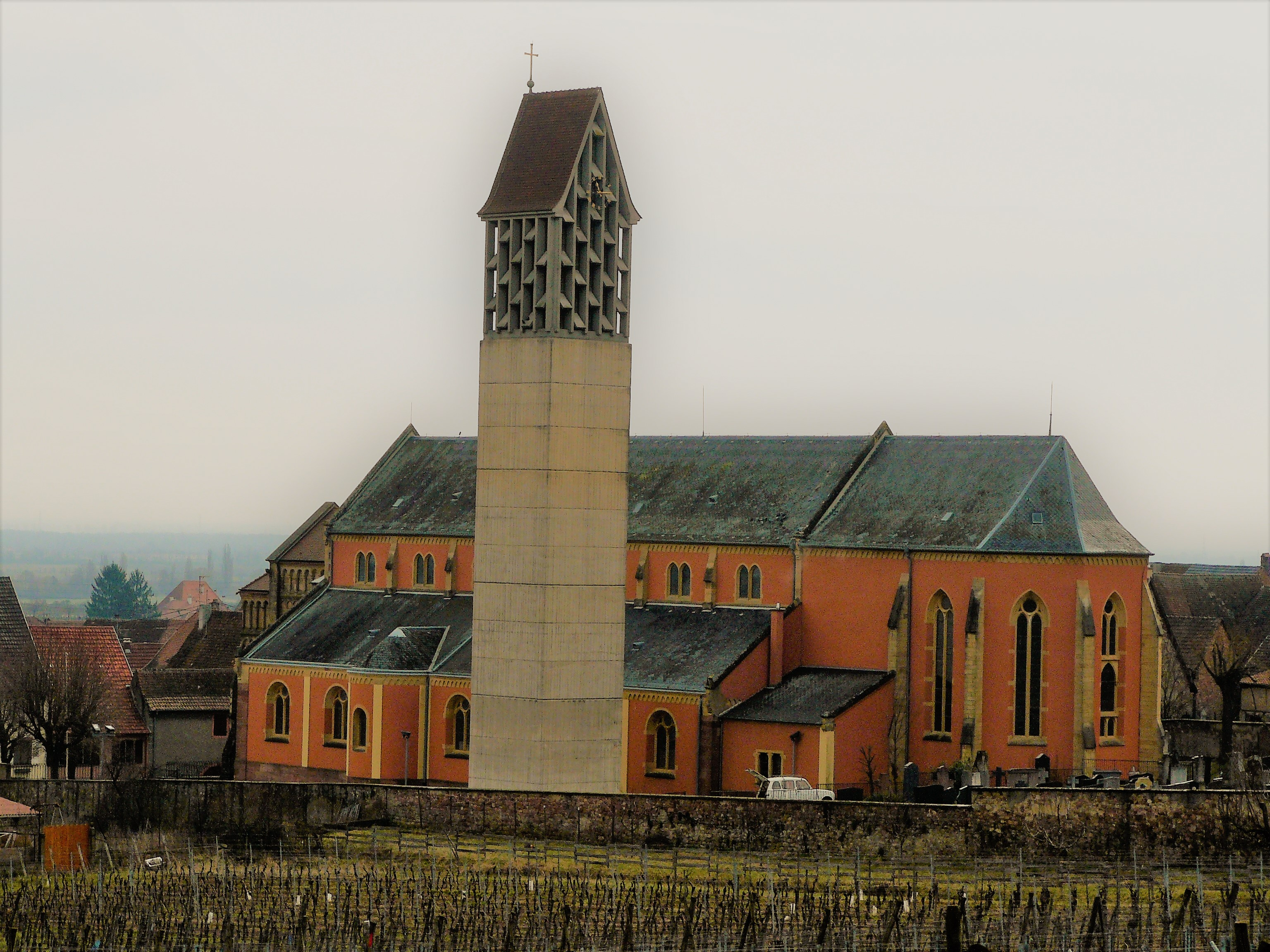
Kirchenschiff und moderner Glockenturm

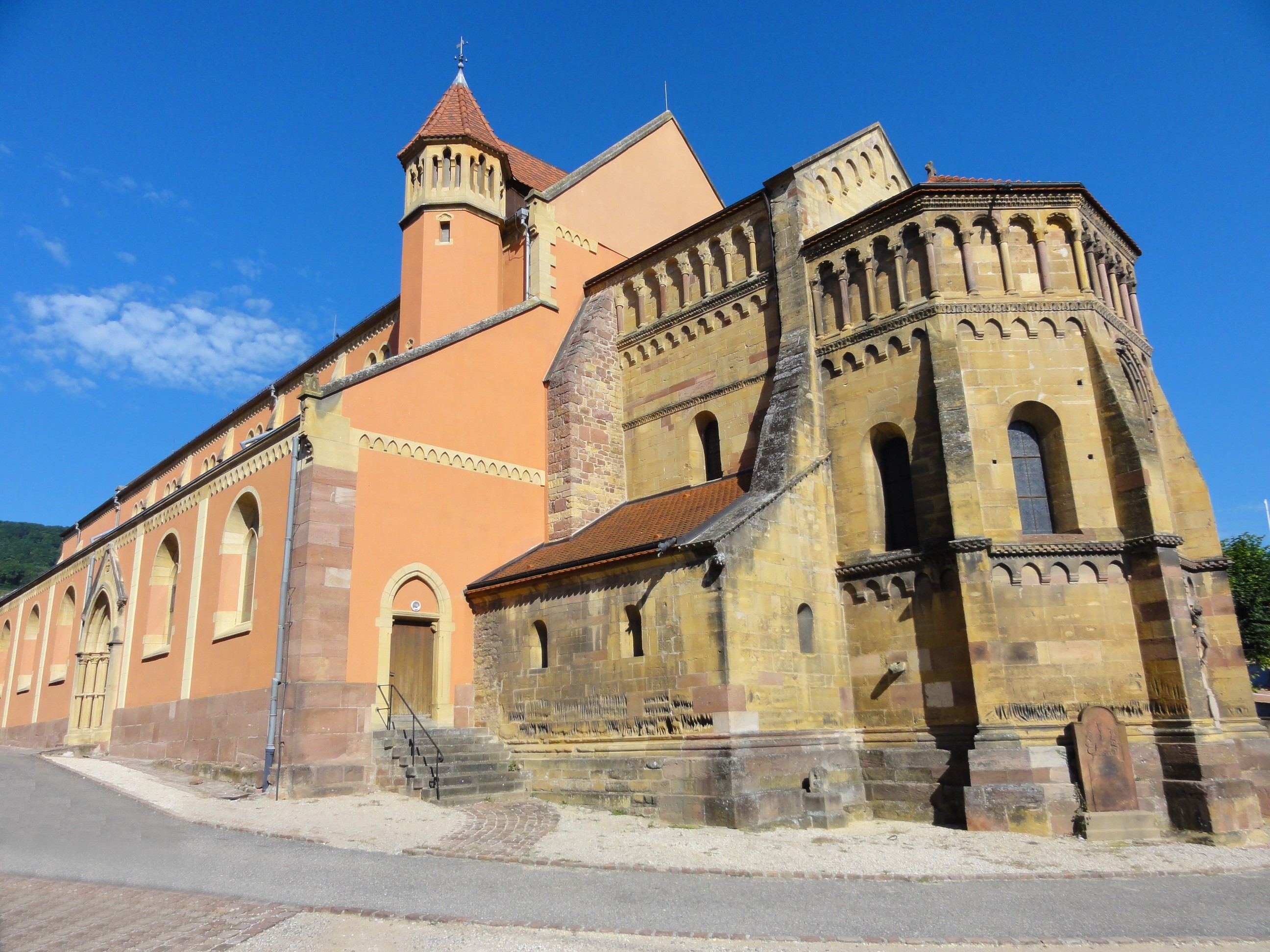
Deutlich erkennbar:Alter Chor und später errichtetes Kirchenschiff

St-Martin ist eine römisch-katholische Kirche in der elsässischen Gemeinde Pfaffenheim. Die Kirche ist Monument historique.

## Geschichte
Die ursprüngliche Kirche wurde um 1200 errichtet. 1893/94 wurde sie von Stadtbaumeister Karl Winkler größtenteils durch einen neugotischen Neubau ersetzt. Erhalten blieb der spätromanische Chor aus ockerfarbenem Sandstein. Der ursprüngliche Dachturm auf der Vierung wurde 1893 durch einen neogotischen Turm ersetzt, der am 5. Februar 1945 im Rahmen von Kampfhandlungen des Zweiten Weltkriegs zerstört wurde. 1973 erhielt die Kirche auf der Nordseite einen Campanile nach Entwürfen von Bertrand Monnet.

## Architektur

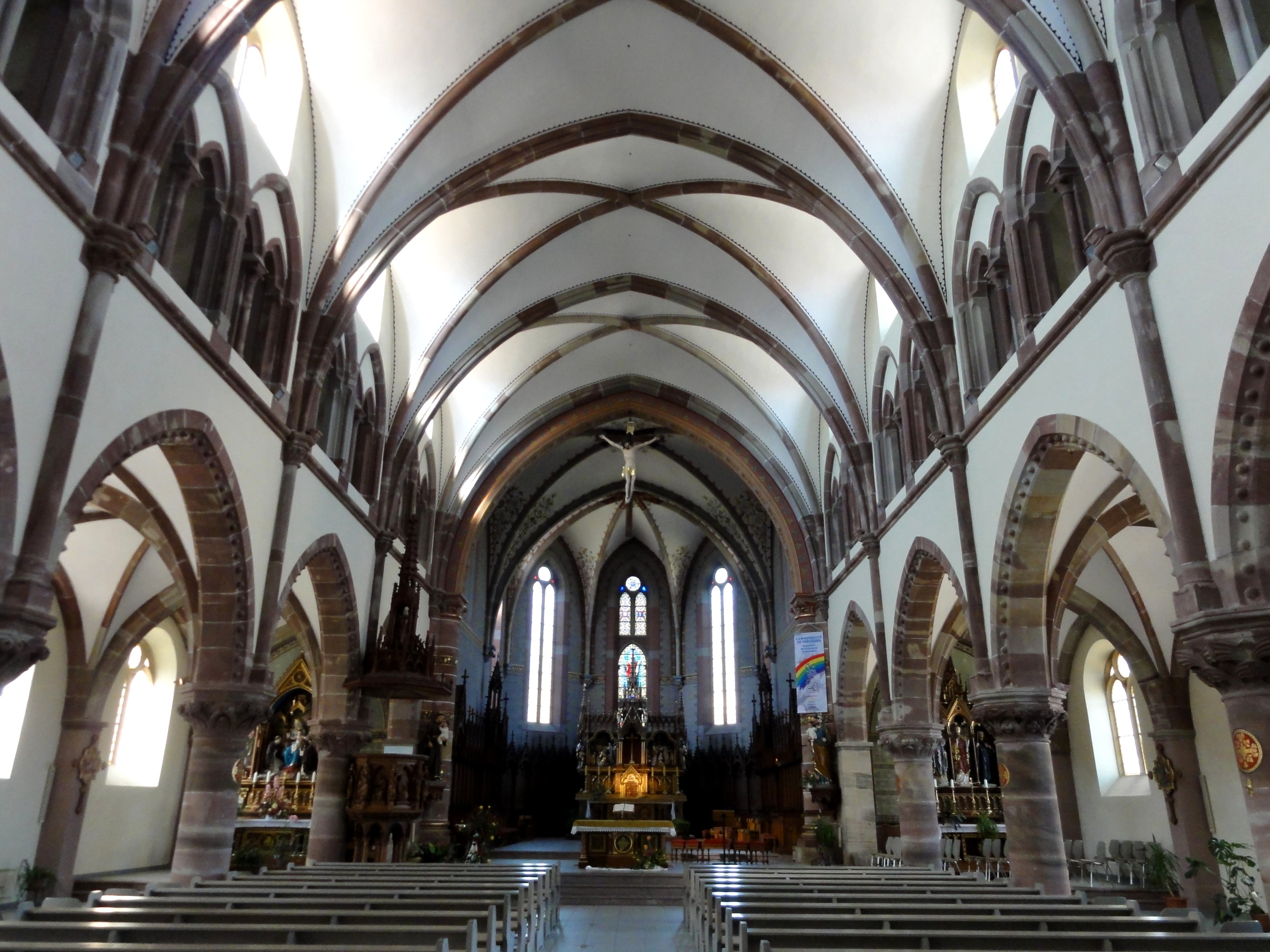
Blick ins Kirchenschiff mit neugotischem Chor

An den alten Chorraum mit durch Spitzbogen abgetrennter ⅝-Apsis sitzt die ebenfalls erhaltene alte Sakristei mit zwei Jochen an. Da das Gelände abfällig ist, ragt der Chor weit aus dem Boden. Auf dem Sockel mit profilierter Basis sitzt ein hohes Fenstergeschoss, das mit Bogenfriesen abschließt. Darüber sitzt eine Blendgalerie mit Rundbögen auf Säulen. Ein aufwendiger Fries schließt den Baukörper ab. Strebewerk aus Stützpfeilern stützt die Außenmauern. An der Außenmauer von Sakristei und Chor sind zahlreiche Wetzrillen erkennbar. Die Fenster mit Rundbögen sind einfach ausgeführt. Nur das größere Mittelfenster wird von einem Gewände aus kugelbesetzten Kehlen und Rundstäben gerahmt. Der romanische Chor dient heute als Seitenkapelle und ist schlicht gehalten. Das Gewölbe des Chorquadrats wird von einem Joch mit Rippen getragen, die auf Bündeln von Rundstäben ruhen. Auch das Gewölbe des polygonalen Raumes ruht auf runden Diensten, die aus einem dickeren und zwei dünneren Rundsäulen bestehen. Ein Gesimsband verbindet die Kapitelle und Kämpfer. Auf der gegenüberliegenden Seite des romanischen Chores befindet sich ein langgezogener Chor mit ⅝-Abschluss und Hochaltar im Altarraum.
Die Kirche wurde im Stil einer neugotischen Basilika mit einem erhöhten Mittelschiff und zwei niedrigen Seitenschiffen westlich an den alten Chor der Vorgängerkirche angebaut. An der Südostseite ragt ein oktogonaler Treppenturm aus dem Seitenschiff. Die Kirche ist verputzt. Sockel und Eckquaderungen sind in rotem Sandstein ausgeführt, Gewände der Portale und Rundbogenfenster in ockerfarbenem Sandstein. Ockerfarbene Pilaster münden in Spitzbogenfriesen, die an den Dachanschlägen verlaufen und sich in die Giebelseiten fortsetzen.
Im Inneren tragen Dienste Würfelkapitelle und profilierte Kämpfer, auf denen die Bögen und Rippen der Gewölbe ruhen. Seitenschiffe und Mittelschiff sind durch spitzbogige Arkaden getrennt, die auf wuchtigen Rundsäulen ruhen.
Der Kirchturm mit Satteldach wurde über einem quadratischen Grundriss aus Beton errichtet. Auffällig ist das Schallgeschoss mit senkrechten Betonstreben, die durch kippende Platten verbunden sind und so den Schall nach unten lenken.

## Ausstattung

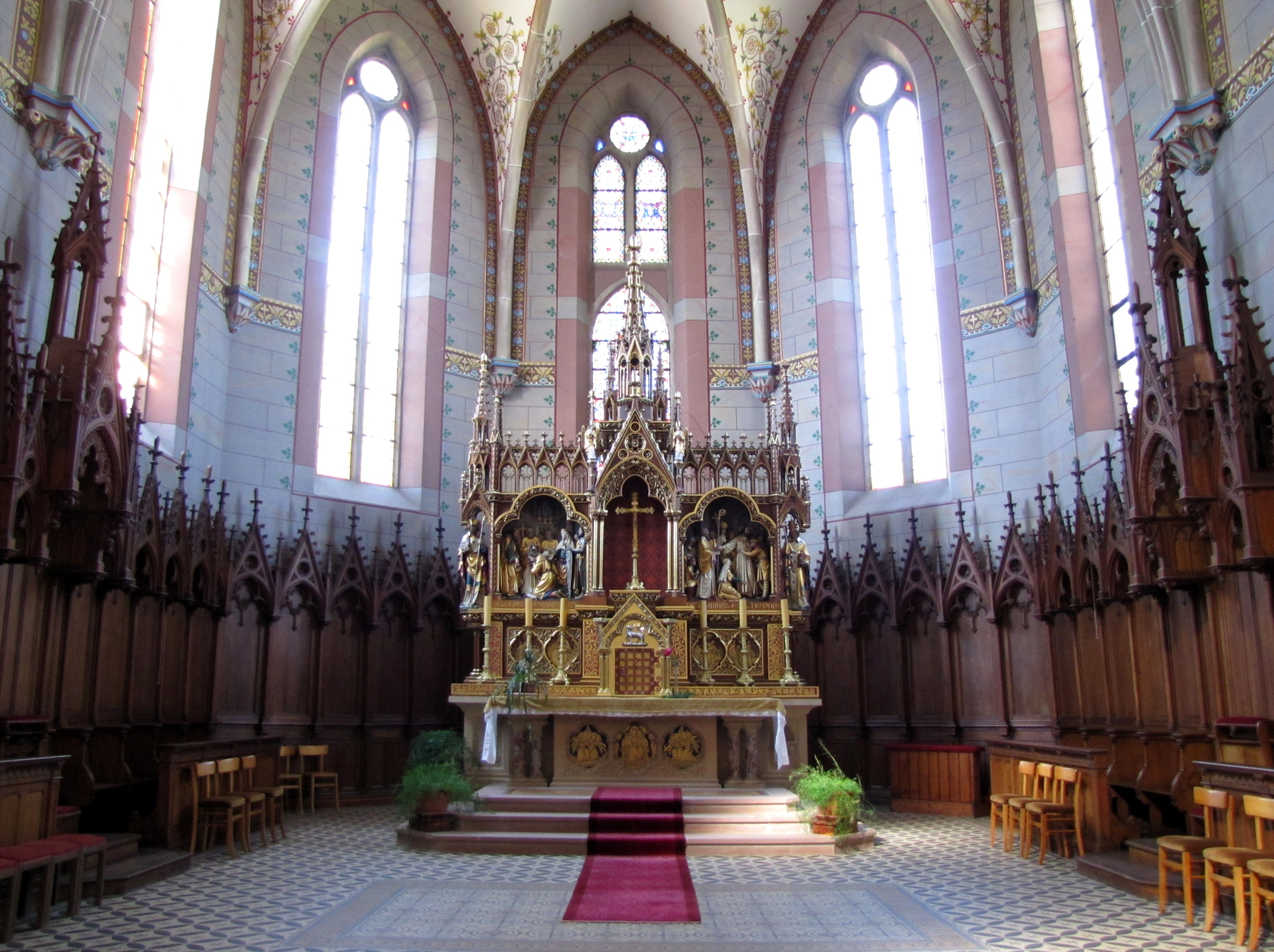
Hochaltar im neugotischen Chor

Im neogotischen Chor stehen ein Chorgestühl und ein neogotischer Hochaltar. Ein romanischer Taufstein mit Sockel aus einem Löwen und einer fischschwänzigen Sirene. Im alten Chor sitzt ein spätgotisches Sakramentshaus, dessen Sockel und Bekrönung mit Maßwerk verziert sind. Eine reich geschnitzte hölzerne Kanzel mit Schalldeckel ist im neogotischen Stil gehalten.